# Leonor Pêgo

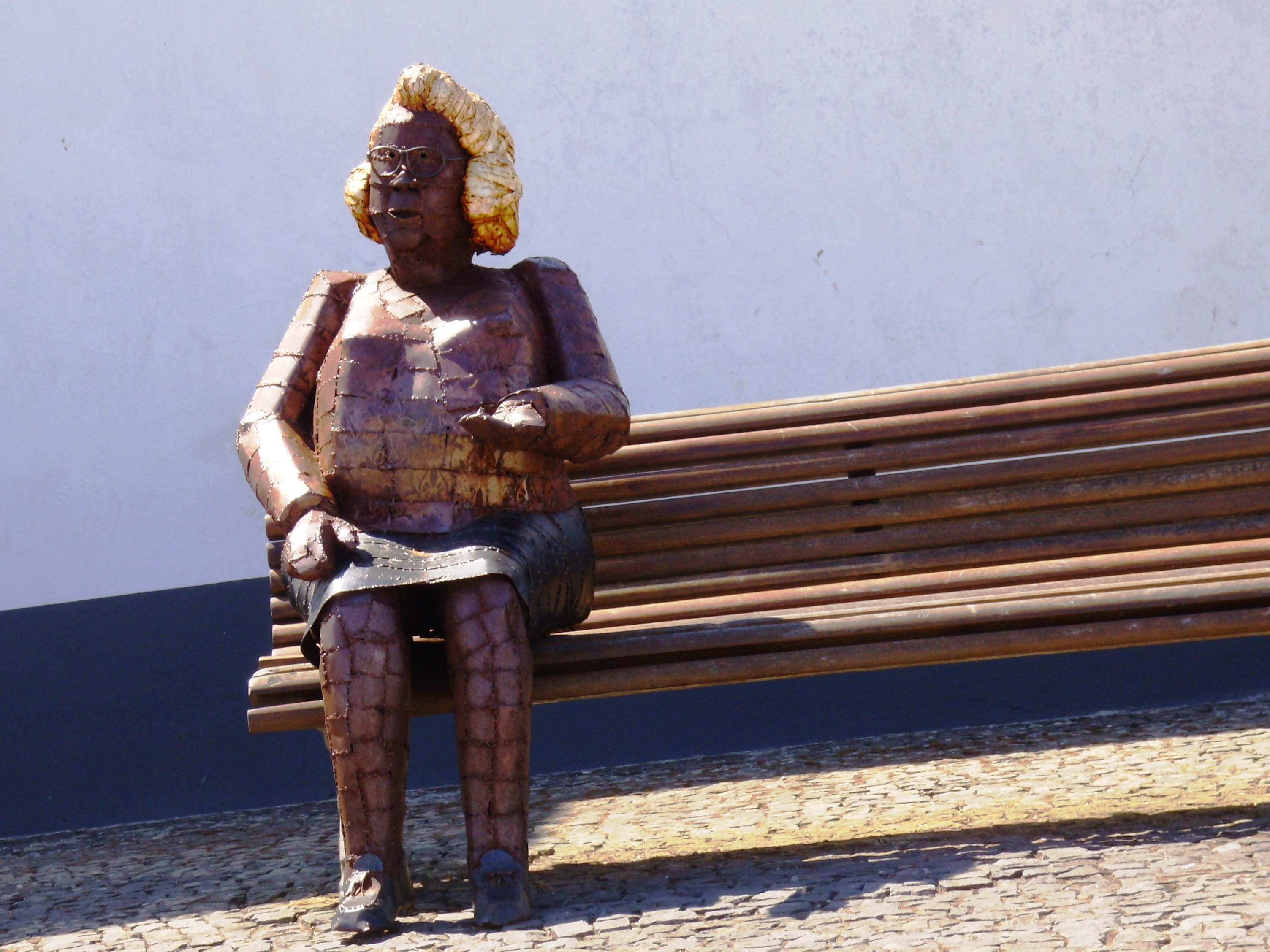
"Homenagem à Avó", Vila do Porto (chapa de ferro, 2005).

Leonor Pêgo (Lisboa, 1979) é uma escultora portuguesa.

## Biografia
É licenciada em Escultura pela Faculdade de Belas-Artes da Universidade de Lisboa (FBAUL). Frequentou a Faculdad de Bellas Artes de Granada (Espanha) em 2004, inserida no Programa Erasmus. Nesse ano (2004), recebeu o prémio de Escultura da Galeria M.A.C.. Trabalhou como monitora da oficina de design de equipamento da FBAUL entre 2004 e 2006.
Em 2005 recebeu uma Menção Honrosa no Concurso de Escultura e Pintura D. Fernado II.
Expõe colectivamente no país e no exterior desde 2002. Tem esculturas públicas na freguesia do Afonsoeiro (concelho do Montijo), no Parque Recreativo do Alto da Serafina (Parque Florestal de Monsanto) e em Vila do Porto (ilha de Santa Maria, Açores).
É membro fundador do D'Forma 4, grupo de escultura criado em 2005 e que, desde então tem exposto em conjunto. Os escultores que integram o grupo são, além de Leonor Pêgo, Pedro Pires, Raquel Melo e Sérgio Reis, todos licenciados pela FBAUL.